# Olanzapin
Olanzapin ist ein zu den atypischen Neuroleptika zählender Arzneistoff, der in der Psychiatrie hauptsächlich zur Behandlung schizophrener Psychosen eingesetzt wird. Er wurde 1996 unter dem Namen Zyprexa in Deutschland eingeführt. Darüber hinaus kann es bei Versagen der Monotherapie einer unipolaren Depression off-label im Rahmen einer Augmentation eingesetzt werden. Olanzapin wird häufig für die Behandlung von Schlaflosigkeit, einschließlich Einschlaf- und Durchschlafstörungen, verschrieben. Olanzapin wird als Teil einer antiemetischen Therapie für Patienten empfohlen, die eine Chemotherapie erhalten, bei der ein hohes Risiko für Erbrechen besteht.

## Eigenschaften
Die Substanz ist strukturchemisch eng mit Clozapin verwandt. Im Gegensatz zu diesem kann es – besonders in hoher Dosierung – extrapyramidal-motorische Störungen (EPS) verursachen. Das Risiko einer Agranulozytose ist unter Olanzapin jedoch geringer als unter Clozapin. Insgesamt löst Olanzapin wesentlich seltener bzw. in geringerer Ausprägung EPS aus als ältere Neuroleptika wie z. B. Haloperidol.
Die Compliance wird bei Olanzapin-Behandlung oft durch eine starke Gewichtszunahme sowie Schläfrigkeit beeinträchtigt. Als Ursache der Gewichtszunahme, die bei Clozapin und Olanzapin häufiger vorkommt als bei anderen Neuroleptika, wird ein Eingriff in die Insulin-Wirkung vermutet, so dass der Kohlenhydrat-Stoffwechsel beeinträchtigt wird.  Unter Laborbedingungen tötet Olanzapin die Beta-Zellen von Hamstern ab, indem es die Apoptose auslöst, was darauf hindeutet, dass Olanzapin den Pankreas schädigt, was das Diabetesrisiko erhöht. Auch klinische Studien an Schizophrenie-Patienten deuten darauf hin, dass Olanzapin die Pankreasfunktion einschränkt.
Dies könnte auch das bei Olanzapin-Behandlung erhöhte Risiko einer Diabetes-Manifestation erklären.

## Pharmakodynamik
Olanzapin blockiert muskarinische Acetylcholinrezeptoren (mAch), Serotoninrezeptoren (5-HT2) und Dopaminrezeptoren (D1–D5), zusätzlich werden noch α1-Adrenozeptoren und H1-Histaminrezeptoren gehemmt.
Es ähnelt im Bezug auf seine relativ schnelle Dissoziationskinetik atypischen Neuroleptika wie Clozapin und Quetiapin. Die Affinität von Olanzapin jedoch und die D2-Rezeptorbesetzung sind im Vergleich zu Quetiapin relativ hoch. Laut einer Studie im Journal of Psychiatry & Neuroscience hat Olanzapin im Vergleich zu Haloperidol einen deutlich höheren Einfluss auf die gemessene Bewegungsänderung.

## Pharmakokinetik
Die Halbwertszeit beträgt 23–43 Stunden (bei älteren Patienten verlängert), die Bioverfügbarkeit 80 %. Olanzapin wird in der Leber abgebaut.

## Indikationen
Olanzapin ist zur Behandlung der Schizophrenie sowie für die Therapie bipolarer Störungen zugelassen, sofern eine manische Phase auf die Behandlung angesprochen hat. Es wird außerdem bei Zwangserkrankungen eingesetzt. Des Weiteren kann man Olanzapin zusammen mit einem Antidepressivum anwenden, um Depressionen und Angststörungen zu behandeln, wenn die Behandlung mit einem Antidepressivum allein nicht ausreichend wirksam war. Zudem hat Olanzapin auch eine beruhigende und entspannende Wirkung, die aggressives Verhalten reduzieren kann.
Studien lassen vermuten, dass Olanzapin bei schweren und therapieresistenten Formen der posttraumatischen Belastungsstörung eingesetzt werden kann. Es scheint hilfreich gegen Albträume und Schlaflosigkeit zu sein.
Der Arzneistoff verbessert auch die Wirkung antiemetischer Medikamente bei einer Chemotherapie.

## Augmentation
Bei Patienten mit Depression, welche nicht ausreichend auf eine Monotherapie mit Antidepressiva ansprechen kann eine Augmentation der Behandlung mit Antipsychotika in niedriger Dosierung erwogen werden. Hierfür besteht eine Empfehlung für Olanzapin aber keine Zulassung.

## Kontraindikationen
Bei Engwinkelglaukom, psychotischen Zuständen bei älteren demenzkranken Patienten sowie dann, wenn ein Malignes Neuroleptisches Syndrom (MNS) vorausging, soll Olanzapin nicht angewendet werden.

## Nebenwirkungen
Bekannte Nebenwirkungen von Olanzapin sind unter anderem folgende:
- Starke Gewichtszunahme
- Schläfrigkeit
- Kreislaufstörungen aufgrund niedrigen Blutdrucks
- erhöhter Plasmaprolaktinspiegel
- erhöhte Anzahl an bestimmten weißen Blutkörperchen
- Verminderung der Anzahl der weißen Blutkörperchen
- Verminderung der Anzahl bestimmter weißer Blutkörperchen
- erhöhter Cholesterinspiegel
- erhöhter Blutzuckerspiegel
- erhöhte Blutfettwerte
- erhöhte Zuckerwerte im Urin
- Zunahme des Appetits
- Schwindel
- motorische Unruhe
- Symptome der Parkinsonschen Krankheit
- Bewegungsstörungen
- Verstopfung
- Mundtrockenheit
- Erhöhung von Leberenzymen, insbesondere bei Behandlungsbeginn
- Ausschlag
- Gelenkschmerzen
- erektile Dysfunktion
- verminderte Libido
- allgemeine Schwäche
- Müdigkeit
- Wassereinlagerungen
- Fieber
- Veränderung der Blutwerte
- immunologische Überempfindlichkeit
- Entwicklung oder Verschlechterung einer Zuckerkrankheit
- Krampfanfälle
- Blickkrämpfe
- Gedächtnisstörungen
- Sprachstörungen
- Pulserniedrigung
- Abweichungen im EKG
- Thromboembolie
- Lungenembolie
- Venenthrombose
- Nasenbluten
- Blähungen
- Lichtüberempfindlichkeitsreaktionen
- Haarausfall
- Blasenschwäche
- Harnverhalt
- Schwierigkeiten beim Wasserlassen
- Menstruationsstörungen
- Brustvergrößerung
- Milchabsonderung aus der Brust
- Brustbildung beim Mann (Gynäkomastie)

### Ketoazidose
Ein Team von Forensikern untersuchte den Zusammenhang von Tod durch ketoazidotische (diabetische) Stoffwechselentgleisung im Zusammenhang mit verschiedenen Antipsychotika und veröffentlichte, dass hier im Zusammenhang mit diesen Toden die häufigsten Medikamente Quetiapin und Olanzapin gefolgt von Risperidon waren. Bei 16 von 17 untersuchten Todesfällen wurde die Medikation als primärer oder wenigstens beitragender Faktor des Todes durch Ketoazidose definiert. Das Risiko, eine Ketoazidose zu erleiden, stieg bei Olanzapin in einer anderen Studie mit der Behandlungsdauer weiter an, während es bei Risperidon zu sistieren schien.
Diese und andere Berichte führten dazu, dass die Empfehlung ausgesprochen wurde, die Blutglukose bei der Therapie mit atypischen Antipsychotika regelmäßig zu kontrollieren.

### Intramuskuläre Anwendung
Derzeit untersucht die FDA zwei Todesfälle, die sich drei bzw. vier Tage nach intramuskulärer Injektion von Olanzapin ereigneten. Auch wenn die Todesursache noch nicht feststeht, konnten erhöhte Serumkonzentrationen von Zypadhera gefunden werden, eine vermehrte Freisetzung aus dem Depot gilt als wahrscheinlich.
Bereits in der Fachinformation wird auf die Möglichkeit der Überdosis durch versehentliche Injektion in der Nähe von Blutgefäßen hingewiesen. Für die intravenöse Anwendung gibt es aufgrund der starken Komplikationen eine strenge Kontraindikation. Durch Überdosierung kann es zu einem PDSS (postinjection delirium sedation syndrome), kardialen Arrhythmien und dem plötzlichen Herzstillstand kommen.

## Marktagieren Eli Lillys
Die Firma Eli Lilly, die als erste Olanzapin unter dem Handelsnamen Zyprexa auf den Markt brachte und patentieren ließ, kam 2006 in die Schlagzeilen („Zyprexa-Skandal“), da sie bewusst bestimmte Nebenwirkungen des Medikaments wie beispielsweise die drastische Gewichtszunahme und die mögliche Manifestation einer Diabetes-Erkrankung verschwiegen hatte. Seit dem Jahr 2005 wurden deshalb in 28.500 Fällen insgesamt 1,2 Milliarden Dollar außergerichtliche Entschädigungszahlungen geleistet (Stand Februar 2007). Um die durch diesen Skandal in den USA zurückgehenden Einnahmen auszugleichen, verteuerte die Firma ihr Produkt Zyprexa in Deutschland.

## Wechselwirkungen
Da Olanzapin durch CYP1A2 metabolisiert wird, ist bei Substanzen, die spezifisch dieses Isoenzym induzieren oder hemmen, Vorsicht geboten. So wurde für Fluvoxamin, einen spezifischen CYP1A2-Inhibitor, eine signifikante Hemmung des Olanzapin-Metabolismus gezeigt. Die durchschnittliche Zunahme der Olanzapin AUC betrug 52 % bzw. 108 %. Eine niedrigere Anfangsdosis von Olanzapin muss hier in Betracht gezogen werden. Gleiches gilt für die gleichzeitige Einnahme mit Ciprofloxacin.
Auch Rauchen und Carbamazepin beeinflussen die Olanzapin-Spiegel, wobei es zu niedrigeren Olanzapin-Konzentrationen kommen kann.
Die gleichzeitige Verabreichung von Olanzapin und anderen Arzneimitteln, die das QT-Intervall im EKG verlängern (z. B. Ziprasidon), hat zu unterbleiben. Die Krampfschwelle senkenden Medikamente sollen nicht oder nur mit größter Vorsicht zeitgleich verwendet werden, da Olanzapin ebenfalls epileptische Anfälle begünstigt.

## Handelsnamen und Darreichungsformen
Der Handelsname des Olanzapin-Originalpräparats ist Zyprexa®, hergestellt und vertrieben durch Eli Lilly. In Deutschland, Österreich und der Schweiz stehen Filmtabletten und Schmelztabletten zur oralen Anwendung zur Verfügung. Eine parenterale Zubereitung als intramuskuläre Depotform (Olanzapin-Pamoat-Monohydrat) wird unter dem Handelsnamen ZypAdhera® vertrieben.  Des Weiteren wird eine schnellwirksame intramuskuläre Zubereitung vertrieben.  Da von Ende 2007 bis Dezember 2008 der Patentschutz für Zyprexa® in Deutschland aufgrund eines (nicht rechtskräftigen) Urteils des Bundespatentgerichts stark in Zweifel stand, waren zu dieser Zeit zahlreiche Generika auf dem deutschen Markt erhältlich. Am 17. Dezember 2008 entschied jedoch der Bundesgerichtshof zu Gunsten des Originalherstellers Eli Lilly, dass das Patent Gültigkeit besitzt. Die Entscheidung des Bundesgerichtshofs ist rechtskräftig. Zahlreiche Generikahersteller gaben daraufhin bekannt, den Vertrieb ihrer Olanzapin-Präparate vorerst einzustellen. Nach dem Ablauf des Patents sind in Deutschland seit dem 1. Oktober 2011 Generika verfügbar. Generika sind ebenfalls in Österreich erhältlich.  Die weltweiten Vertriebsrechte (mit Ausnahme Südkorea) für Zyprexa hat 2023 Cheplapharm erworben.

## Herstellung
Bei der mehrstufigen Synthese von Olanzapin geht aus von 2-Nitrochlorbenzol und 2-Amino-3-cyano-5-methylthiophen, die unter Einwirkung von Lithiumhydroxid zu dem Zwischenprodukt 2-(2-Nitroanilino)-5-methylthiophen-3-carbonitril umgesetzt werden. Die Reduktion der Nitrogruppe erfolgt mit Zinn(II)-chlorid und Salzsäure. Dabei tritt direkt folgend die Cyclisierung zum siebengliedrigen Ring ein. Durch Erhitzen mit N-Methylpiperazinin einem Gemisch aus Toluol und DMSO entsteht dann Olanzapin.

## Handelsnamen
Monopräparate
Zypadhera (Depotform in D, A), Zyprexa (D, A, CH), und zahlreiche Generika.

## Externe Links zu erwähnten Verbindungen
1. ↑  Externe Identifikatoren von bzw. Datenbank-Links zu 2-Amino-5-methyl-3-thiophencarbonitril:  CAS-Nr.: 138564-58-6, EG-Nr.: 604-082-4, ECHA-InfoCard: 100.106.809, PubChem: 689056, ChemSpider: 600436, Wikidata: Q72439762.